# كأس الإنتركونتيننتال 2003
كأس الانتركونتيننتال 2003 هي البطولة 42 من كأس الانتركونتيننتال، وهي مباراة كرة قدم سنوية يتنافس عليها الفائزون في مسابقتي دوري أبطال أوروبا وكأس ليبرتادوريس في الموسم السابق. أقيمت المباراة في 14 ديسمبر 2003 بين بوكا جونيورز الأرجنتيني الفائز بكأس ليبرتادوريس 2003 وميلان الإيطالي الفائز بدوري أبطال أوروبا 2002–03 على ملعب محايد وهو ملعب يوكوهاما الدولي في يوكوهاما أمام 70 ألف مشجع. تم اختيار ماتياس دونيت [الإنجليزية] رجل المباراة.
حقق بوكا جونيورز اللقب للمرة الثالثة في تاريخه بعد الفوز بركلات الترجيح 3-1 بعد التعادل بالوقت الأصلي والإضافي بنتيجة 1-1 .

## التفاصيل
| إيه سي ميلان | 1–1 (ب.و.إ.) | بوكا جونيورز    |
| ------------ | ------------ | --------------- |
| توماسون 23'  |              | ماتيس دونيت 28' |

| ميلان | بوكا جونيورز |